# Christoph München
Christoph München ist der Funkrufname des am Klinikum Großhadern der Ludwig-Maximilians-Universität München stationierten Intensivtransporthubschraubers. Christoph München war im Jahr 1990 der erste Intensivtransporthubschrauber in Deutschland (damals noch mit der Funkkennung Sama 78/1) und ist einer der vier Intensivtransporthubschrauber in Bayern (neben Murnau, Nürnberg und Regensburg). Die zuständige Rettungsleitstelle ist die Integrierte Rettungsleitstelle München, Koordinationszentrale für ITH (KITH).

## Hubschraubertyp
Bei der Stammmaschine handelt es sich seit dem 7. Januar 2022 um einen Hubschrauber vom Typ Airbus Helicopter H 145 D3 mit dem Luftfahrzeugkennzeichen D-HXFE. Bei Ausfall der Maschine z. B. für Reparaturen oder Wartungen wurde sie bis 2010 regelmäßig durch eine Bell 412 aus dem Flottenpool der HDM Luftrettung ersetzt, mittlerweile kommen als Ersatz andere EC145 der DRF Luftrettung zum Einsatz. Im Juli 2014 wurde der weltweit erste Eurocopter EC 145 T2 an die DRF Luftrettung übergeben, welcher u. a. für die Stationierung in München zum Jahreswechsel vorgesehen war. Die Inbetriebsetzung der neuen EC 145 T2 erfolgte am 11. Februar 2015. Mit der Umfirmierung des Hubschrauberherstellers von „Eurocopter“ in „Airbus Helicopters“ wurde das Modell „EC 145 T2“ in „H 145“ umbenannt. Seit dem 6. Januar 2022 wird an der Station eine H145 mit Fünfblattrotor eingesetzt. Vorteile gegenüber der H145 mit Vierblattrotor sind eine etwas geringere Leermasse, ein gesteigerter Auftrieb sowie ein ruhigeres Flugverhalten. Die Maschine bietet damit bei gleicher Leistung eine um 150 kg höhere mögliche Nutzlast.

## Besatzung
Die Besatzung besteht aus einem bzw. nachts zwei Berufspiloten (HDM Flugservice), einem Rettungsassistenten bzw. Notfallsanitäter (Arbeiter-Samariter-Bund München) und einem Notarzt mit speziellen intensivmedizinischen Kenntnissen (überwiegend Anästhesisten und Chirurgen vom Klinikum Großhadern).

## Einsätze
Christoph München ist 24 Stunden am Tag einsatzbereit. Für Nachtflüge können Nachtsichtgeräte eingesetzt werden, in der deutschen Luftrettung bislang eine Seltenheit. Obwohl er als Intensivtransporthubschrauber konzipiert ist, nimmt er auch zunehmend Aufgaben der Primärrettung wahr. Der Anteil sog. Primäreinsätze, bei denen die Hubschrauberbesatzung einen Verletzten oder Erkrankten also bereits am Notfallort versorgte, stieg in den vergangenen Jahren auf über 40 % an. Im Jahr 2006 wurden von Christoph München erstmals über 1000 Einsätze geflogen (genau 1013; 2005: 973, 2004: 854), 2007 waren es bereits 1108. Christoph München wird überwiegend in Bayern eingesetzt, fliegt aber auch regelmäßig deutschlandweite und grenzüberschreitende Verlegungen (Norddeutschland, Österreich, Italien).

## Historisches
Die anfängliche Funkkennung lautete Sama (Bayern) 78/1. Sie änderte sich im Verlauf über ITH München zum jetzigen Christoph München.
In den 1990er Jahren wurde der Funkrufname Christoph München für einen Hubschrauber des ADAC verwendet, der in den Sommermonaten zusätzlich zu dem in München stationierten Primär-Rettungshubschrauber Christoph 1 eingesetzt wurde.